# قاطر (فیلم ۲۰۱۴)
«قاطر» (انگلیسی: The Mule film) یک فیلم سینمایی استرالیایی به کارگردانی تونی ماهونی و آنگوس سمپسون در ژانر کمدی جنایی محصول سال ۲۰۱۴ میلادی است.